# Project Blue Book (serie televisiva)
Project Blue Book è una serie televisiva statunitense trasmessa per la prima volta l'8 gennaio 2019 dalla rete televisiva History. La serie è ispirata dal Progetto Blue Book, una serie di studi sistematici condotti dall'aeronautica militare statunitense (USAF), tra il 1947 e il 1969, sugli avvistamenti di oggetti volanti non identificati (UFO) nel territorio statunitense e in buona parte delle Americhe e dell'Europa.
La serie viene cancellata dopo due stagioni.

## Trama
La storia ruota attorno agli studi sugli avvistamenti di UFO condotti dallo United States Air Force e dal professore di astrofisica e ufologo Josef Allen Hynek tra il 1950 e il 1960, con l'aiuto del capitano Michael Quinn.

## Personaggi e interpreti

### Principali
- Josef Allen Hynek, interpretato da Aidan Gillen: è un astrofisico, astronomo  e ufologo che lavora al Progetto Blue Book
- Capitano Michael Quinn, interpretato da Michael Malarkey: è un pilota dello United States Air Force che lavora insieme ad Allen Hynek al Progetto Blue Book[2]
- Mimi Hynek, interpretata da Laura Mennell: è la moglie di Allen[3]
- Susie Miller, interpretata da Ksenia Solo: è un'amica di Mimi e agente del KGB[4]
- Generale Hugh Valentine, interpretato da Michael Harney: è un ufficiale dello United States Air Force e cofondatore del Progetto Blue Book[4]
- Generale James Harding, interpretato da Neal McDonough: è un ufficiale e cofondatore del Progetto Blue Book[5]

### Ricorrenti
- William Fairchild, interpretato da Robert John Burke: è il Segretario della difesa degli Stati Uniti d'America[6]
- The Fixer, interpretato da Ian Tracey: è un uomo misterioso incontrato da Allen
- Tenente Henry Fuller, interpretato da Matt O'Leary: è un pilota che Allen e Quinn incontrano durante il loro primo caso. Alla fine del quinto episodio della prima stagione si suicida.
- Joel Hynek, interpretato da Nicholas Holmes: è il figlio di Mimi e Allen
- Marito di Susie Miller, interpretato da Currie Graham: è un agente del KGB
- Faye, interpretata da Jill Morrison: segretaria di Quinn al Progetto Blue Book

### Altri
- Donald Keyhoe, interpretato da Adam Greydon Reid: è uno scrittore e ricercatore UFO statunitense. Appare nel terzo episodio della prima stagione.
- Wernher von Braun, interpretato da Thomas Kretschmann: è un ingegnere aerospaziale tedesco. Appare nel quarto episodio della prima stagione.
- Harry Truman, interpretato da Bob Gunton: è il 33º presidente degli Stati Uniti d'America. Appare nel decimo episodio della prima stagione.

## Episodi
| Stagione         | Episodi | Prima TV USA | Prima TV Italia |
| ---------------- | ------- | ------------ | --------------- |
| Prima stagione   | 10      | 2019         | 2020            |
| Seconda stagione | 10      | 2020         | 2021            |

## Produzione
Le riprese della serie si sono svolte a Vancouver ed è stata prodotta da History Channel e A&E Studios.

## Accoglienza
Rotten Tomatoes dà alla serie un punteggio del 63% basato su 16 recensioni, con un voto 6.31/10. Metacritic, invece, dà un punteggio 56/100 basato su 10 recensioni.
Robert Sheaffer, rivedendo i primi quattro episodi, sottolinea numerose inesattezze storiche e "falsità", alcune delle quali sono definite "assurde". Preoccupato per gli spettatori disinformati, conclude che "[...] questo programma fa riferimento a persone reali con i loro veri nomi, un vero programma governativo e veri incidenti, quindi mescola dettagli assurdi e inventati, sostenendo che lo spettacolo è basato su eventi reali".